# ريتشارد إيرل روبنسون
ريتشارد إيرل روبنسون (بالإنجليزية: Richard Earl Robinson)‏ (و. 1903 – 1991 م) هو محام، وقاضي من الولايات المتحدة الأمريكية.